# كلوستريديوم شاطئي
كلوستريديوم ليتورالي أو كلوستريديوم شاطئي (نسبة إلى شواطئ شمالي ألمانيا حيث أخذت العينات) هو نوع من البكتيريا من فصيلة كلوستريدياسيا.